# هدسون (كولورادو)
هدسون (بالإنجليزية: Hudson, Colorado)‏ هي بلدة تقع في مقاطعة ويلد، كولورادو بولاية كولورادو في الولايات المتحدة. تبلغ مساحتها 6.1 (كم²)، وترتفع عن سطح البحر 1524 م، بلغ عدد سكانها 2356 نسمة في عام 2010 حسب إحصاء مكتب تعداد الولايات المتحدة وتصل الكثافة السكانية فيها 392.7 نسمة/كم2.

## وصلات خارجية
- Town of Hudson
- The US50 - Cities and Towns in Colorado State
- Colorado Cities and Towns, Facts, Map, Flag, Colleges, Government, and More